# Allograpta robinsoniana
Allograpta robinsoniana är en tvåvingeart som beskrevs av Günther Enderlein 1938. Allograpta robinsoniana ingår i släktet Allograpta och familjen blomflugor. Inga underarter finns listade i Catalogue of Life.